# Население на Панама
Населението на Панама през август 2014 година е 3 918 302 души.

## Възрастов състав
(2007)
- 0-14 години: 30% (мъже 496 195 / жени 476 508)
- 15-64 години: 63,6% (мъже 1 044 139 / жени 1 016 805)
- над 65 години: 6,4% (мъже 97 365 / жени 111 161)

(2013)
- 0-14 години: 28,1% (мъже 552 863 / жени 530 110)
- 15-64 години: 64,6% (мъже 1 250 586 / жени 1 238 004)
- над 65 години: 7,3% (мъже 130 815 / жени 148 357)

## Коефициент на плодовитост
- 2001 – 2,51
- 2011 – 2,47
- 2019 – 2,24

## Расов състав
(2010)
- 65% – метиси
- 12,3% – индианци
- 9,2% – негри
- 6,8% – мулати
- 6,7% – бели

## Религия
- 100 % – християни
  - 85 % – католици
  - 15 % – протестанти

## Език
Официален език в Панама е испанският.